# Macaranga havilandii
Macaranga havilandii är en törelväxtart som beskrevs av Airy Shaw. Macaranga havilandii ingår i släktet Macaranga och familjen törelväxter. Inga underarter finns listade i Catalogue of Life.